# Ideał (teoria mnogości)
Ideał – rodzina zbiorów w jakimś sensie małych. Pojęcie małych zbiorów powinno spełniać pewne podstawowe własności:
- zbiór mniejszy od małego zbioru powinien być mały,
- zbiór pusty powinien być mały, ale cała przestrzeń (uniwersum) nie powinna być mała,
- suma dwóch małych zbiorów powinna być mała.

Rodzina zbiorów spełniająca powyższe wymagania (jako rodzina zbiorów małych) jest właśnie ideałem zbiorów, patrz poniżej.

## Definicje formalne

### Ideały w porządkach
Niech {\displaystyle (P,\leqslant )} będzie porządkiem częściowym. Powiemy, że zbiór {\displaystyle I\subseteq P} jest ideałem w zbiorze uporządkowanym {\displaystyle P}, jeśli następujące warunki są spełnione:
(i) {\displaystyle I\neq \varnothing ,}
(ii) jeśli {\displaystyle p,q\in P,} {\displaystyle p\leqslant q} oraz {\displaystyle q\in I,} to również {\displaystyle p\in I,}
(iii) jeśli {\displaystyle p,q\in I,} to można znaleźć {\displaystyle r\in I} taki że {\displaystyle p\leqslant r} oraz {\displaystyle q\leqslant r.}
Ideał {\displaystyle I} jest właściwy jeśli dodatkowo
(iv) {\displaystyle I\neq P.}

### Ideały w algebrach Boole’a
Ponieważ algebra Boole’a jest także zbiorem częściowo uporządkowanym, to definicja ideału w porządkach częściowych może być przeniesiona bez zmian na algebry Boole’a. Możemy jednak wykorzystać fakt, że porządek boole’owski jest związany z operacjami algebry i możemy sformułować definicję ideału trochę inaczej.
Niech {\displaystyle (\mathbb {B} ,+,\cdot ,\sim ,\mathbf {0} ,\mathbf {1} )} będzie algebrą Boole’a. Powiemy, że zbiór {\displaystyle I} jest ideałem w algebrze Boole’a {\displaystyle \mathbb {B} }, jeśli następujące warunki są spełnione:
(i) {\displaystyle \mathbf {0} \in I,}
(ii) jeśli {\displaystyle a,b\in \mathbb {B} ,} {\displaystyle a\leqslant b} (tzn. {\displaystyle a\cdot b=a}) oraz {\displaystyle b\in I,} to również {\displaystyle a\in I,}
(iii) jeśli {\displaystyle a,b\in I,} to {\displaystyle a+b\in I.}
Ideał {\displaystyle I} jest właściwy jeśli dodatkowo
(iv) {\displaystyle \mathbf {1} \notin I.}
Powyższa definicja jest równoważna definicji sformułowanej w kontekście częściowych porządków, zastosowanej do relacji zawierania zbiorów.

### Ideały podzbiorów danego zbioru
Szczególnym przypadkiem algebry Boole’a jest rodzina wszystkich podzbiorów ustalonego zbioru {\displaystyle S} (z operacjami sumy, przekroju i dopełnienia zbiorów). Zatem sformułowana powyżej definicja ideału na algebrze Boole’a może być powtórzona bez zmian dla podzbiorów zbioru {\displaystyle S.} Sformułujemy tę definicję jeszcze raz dla podkreślenia znaczenia intuicji, że ideał to rodzina małych podzbiorów {\displaystyle S}.
Niech {\displaystyle S} będzie niepustym zbiorem. Powiemy, że rodzina {\displaystyle I} podzbiorów zbioru {\displaystyle S} jest ideałem podzbiorów zbioru {\displaystyle S} jeśli następujące warunki są spełnione:
(i) {\displaystyle \varnothing \in I,}
(ii) jeśli {\displaystyle A\subseteq B\subseteq S} i {\displaystyle B\in I,} to również {\displaystyle A\in I,}
(iii) jeśli {\displaystyle A,B\in I,} to {\displaystyle A\cup B\in I.}
Ideał {\displaystyle I} jest właściwy jeśli dodatkowo
(iv) {\displaystyle S\notin I.}

### Ideały maksymalne
Ideał właściwy {\displaystyle I} w porządku częściowym {\displaystyle (P,\leqslant )} jest ideałem maksymalnym jeśli jedynym ideałem właściwym zawierającym {\displaystyle I} jest samo {\displaystyle I.}

## Przykłady

### Ideały w algebrach Boole’a
- Niech {\displaystyle {\mathcal {K}}_{\mathcal {B}}} będzie rodziną tych borelowskich podzbiorów prostej rzeczywistej, które są pierwszej kategorii. Wówczas {\displaystyle {\mathcal {K}}_{\mathcal {B}}} jest ideałem w algebrze borelowskich podzbiorów prostej.
- Niech {\displaystyle {\mathcal {L}}_{\mathcal {B}}} będzie rodziną tych borelowskich podzbiorów prostej, które są miary zero Lebesgue’a. Wówczas {\displaystyle {\mathcal {L}}_{\mathcal {B}}} jest ideałem w algebrze borelowskich podzbiorów prostej.
- Przypuśćmy, że {\displaystyle F} jest filtrem w algebrze Boole’a {\displaystyle \mathbb {B} .} Niech {\displaystyle F^{c}=\{\sim a:a\in F\}.} Wówczas {\displaystyle F^{c}} jest ideałem w {\displaystyle \mathbb {B} .} Warto zauważyć, że {\displaystyle F^{c}} jest ideałem maksymalnym wtedy i tylko wtedy gdy {\displaystyle F} jest ultrafiltrem.

### Ideały podzbiorów danego zbioru
- Niech {\displaystyle S} będzie zbiorem nieskończonym. Rodzina {\displaystyle [S]^{<\omega }} wszystkich skończonych podzbiorów {\displaystyle S} jest ideałem podzbiorów {\displaystyle S.} Jest on często nazywany ideałem Frécheta.
- Niech {\displaystyle A\subsetneq X.} Wówczas rodzina {\displaystyle I_{A}} wszystkich podzbiorów zbioru {\displaystyle A} jest ideałem podzbiorów {\displaystyle X.} Ideały tej postaci są nazywane ideałami głównymi i zwykle nie są one obiektem rozważań (tzn. typowym założeniem o rozważanych ideałach jest że są one niegłówne).
- Niech {\displaystyle {\mathcal {K}}} będzie rodziną wszystkich podzbiorów prostej rzeczywistej które są pierwszej kategorii, a {\displaystyle {\mathcal {L}}} będzie rodziną tych wszystkich podzbiorów prostej które mają miarę Lebesgue’a zero. Wówczas zarówno {\displaystyle {\mathcal {K}},} jak i {\displaystyle {\mathcal {L}}} są ideałami podzbiorów prostej.
- Przypuśćmy, że {\displaystyle (X,\tau )} jest przestrzenią topologiczną. Wówczas rodzina wszystkich nigdziegęstych podzbiorów przestrzeni {\displaystyle X} tworzy właściwy ideał podzbiorów {\displaystyle X.}
- Niech {\displaystyle \kappa } będzie nieprzeliczalną regularną liczbą kardynalną oraz niech {\displaystyle {\mathcal {NS}}_{\kappa }} będzie rodziną wszystkich tych podzbiorów {\displaystyle \kappa ,} których dopełnienie zawiera domknięty nieograniczony podzbiór {\displaystyle \kappa .} Rodzina {\displaystyle {\mathcal {NS}}_{\kappa }} jest ideałem podzbiorów {\displaystyle \kappa } – zbiory z tego ideału są nazywane niestacjonarnymi podzbiorami {\displaystyle \kappa }.

## Dodatkowe pojęcia
- Niech {\displaystyle \kappa } będzie nieskończoną liczbą kardynalną. Mówimy, że ideał {\displaystyle I} podzbiorów zbioru {\displaystyle S} jest {\displaystyle \kappa }-zupełny, jeśli suma mniej niż {\displaystyle \kappa } zbiorów z ideału {\displaystyle I} należy do {\displaystyle I.}
- Ideały {\displaystyle \aleph _{1}}-zupełne na {\displaystyle S} są nazywane {\displaystyle \sigma }-ideałami podzbiorów {\displaystyle S}. Tak więc {\displaystyle \sigma }-ideał podzbiorów {\displaystyle S,} to taki ideał {\displaystyle I} podzbiorów {\displaystyle S,} który spełnia następujący warunek:

(iii)σ jeśli {\displaystyle A_{0},A_{1},A_{2},\dots \in I,} to {\displaystyle \bigcup \limits _{n=0}^{\infty }A_{n}\in I.}
- Czasami dla ideałów podzbiorów jakiegoś zbioru bada się następujące funkcje kardynalne, nazywane też współczynnikami kardynalnymi ideału. Niech {\displaystyle I} będzie takim ideałem podzbiorów zbioru {\displaystyle S,} który zawiera wszystkie zbiory jednopunktowe. Definiuje się następujące liczby kardynalne:

{\displaystyle \mathrm {add} (I)=\min\{|{\mathcal {A}}|:{\mathcal {A}}\subseteq I\wedge \bigcup {\mathcal {A}}\notin I{\big \}},}
{\displaystyle \mathrm {cov} (I)=\min\{|{\mathcal {A}}|:{\mathcal {A}}\subseteq I\wedge \bigcup {\mathcal {A}}=S{\big \}},}
{\displaystyle \mathrm {non} (I)=\min\{|A|:A\subseteq S\ \wedge \ A\notin I{\big \}},}
{\displaystyle \mathrm {cof} (I)=\min\{|{\mathcal {B}}|:{\mathcal {B}}\subseteq I\wedge (\forall A\in I)(\exists B\in {\mathcal {B}})(A\subseteq B){\big \}}.}

## Własności i zastosowania
- Każdy właściwy ideał w algebrze Boole’a jest zawarty w pewnym ideale maksymalnym. (To twierdzenie, udowodnione przez Tarskiego, wymaga pewnej formy AC.)
- Jeśli {\displaystyle I} jest ideałem podzbiorów {\displaystyle S} który zawiera wszystkie zbiory jednopunktowe, to

{\displaystyle \mathrm {add} (I)\leqslant \mathrm {cov} (I)\leqslant \mathrm {cof} (I)} i {\displaystyle \mathrm {add} (I)\leqslant \mathrm {non} (I)\leqslant \mathrm {cof} (I).}
- Współczynniki kardynalne ideałów {\displaystyle {\mathcal {K}}} i {\displaystyle {\mathcal {L}}} były intensywnie studiowane także i w Polsce w latach 80. XX wieku. Są one głównymi elementami tzw. diagramu Cichonia.